# Българска военноморска периодика
Българската военноморска периодика обобщава всички печатни издания – вестници, списания и бюлетини, дело на българските ВМС.

## История
Тъй като според Ньойския договор (1919 г.) България официално няма военен флот, създателите на списание „Морски сговор“ (1924 – 1944 г.) ограничено пропагандират необходимостта от силна морска и речна отбрана, което довежда до издаване на списание по военноморските въпроси.
Във Военноморския музей са запазени първите четири броя на „Морски преглед“ от 1930 г. В библиографско изследване се споменава издадената книжка 5 през 1932 г., чиито екземпляр също се намира във Военноморския музей. Официалното раждане на „Морски преглед“ е през 1934 г. До 1944 г. „двуседмичникът за морска просвета и обнова“ се разпространява безплатно сред различни обществени кръгове в цялата страна.
Изданието е възстановено през 1947 г. – 3 книжки, 1948 г. – 1 книжка. „Морски преглед“ излиза за пореден път от 1954 до 1960 г. Възстановен за пети пореден път вестник „Морски преглед“ излиза 47 пъти от 1992 г. През 1931 г. е издаден единствения брой на „Военноморска библиотека“.
Друго военноморско издание – вестник „Народен флот“ се ражда на 17 февруари 1945 г. и просъществува до 1951 г., когато е преименуван в „Димитровска вахта“ – закрит през 1988 г.
През 1998 г. започва издаването на месечното сп. „Клуб Океан“ – национално морско списание, в което 80% от материалите са на военноморска тематика. През 1999 г. започва издаването на вестника на българските ВМС „Военноморски преглед“.
Списание „Клуб ОКЕАН“ e национално морско издание, което се издава от 1998 г. и редовно публикува материали на военноморска тематика. В неговия тематичен обхват влизат рубрики като ВМС по света, военния флот на България, водещи корабостроителници за бойни кораби, корабно въоръжение и техника, морски битки, операции и т.н.
От 1999 г. като приложение на „Клуб ОКЕАН“ започва издаването на вестник „Военноморски преглед“ – съвместно издание на ВМС на Република България и ИК „Еър Груп 2000“.
За период от 21 години на страниците на вестника са поместени десетки интервюта с командващи на българските ВМС, командири на бази и кораби, както и новини, анализи, репортажи от ученията „Кооператив партнър“, „Бриз“ и др.
„Военноморски преглед“ утвърждава славните традиции на българския военноморски флот и популяризира високопатриотичния дълг на българския военен моряк.
Под формата на съвместна инициатива между ВМС и „Клуб ОКЕАН“ са учредени годишни награди за най-добър екипаж, офицер, старшина и матрос.
През годините тази инициатива се утвърди, превърна се в традиция и днес се радва на значителен успех и популярност. На 22 декември 2011 г. са връчени юбилейните 10-и годишни награди за ВМС.
От 1998 г. като приложение към списанието се издава и „Библиотека Клуб ОКЕАН“, която дава възможност на експертите и специалистите да се запознаят в детайли със световните флотове, известни бойни кораби, морски битки и други.
Отделни книжки на „Библиотека Клуб ОКЕАН“ са посветени на българските ВМС и важни годишнини. Сред тях са: „Българските военни кораби“ (книжки № 13, 14 и 15), „Българската морска авиация 1916 – 2000 г.“(№ 27), „Стражи на морските граници“ (№ 35), „Южни фарватери“ (№ 38), „Морски труженици“ (№39), „Созополските „Оси“ (№40) и „Щабът на флота“ (№41).